# Психушка (песня)
Психу́шка — дебютная песня российской певицы, видеоблогера, тиктокера и актрисы Валентины Карнауховой, более известной как Karna.val. Сингл был представлен 17 июня 2020 года. Авторы слов и музыки — Валентина Карнаухова и Артур Покатаев, известный также как певец, выступающий под псевдонимом Канги на лейбле «Legacy Music».

## История создания и релиз
«Психушка» — первый вокальный опыт в карьере блогерши. Со слов Валентины, петь она хотела давно и мечтала записать песню, которая будет «зажигать толпу» на встречах с её подписчиками в ТикТок, и которую можно будет использовать в качестве саундтрека к видео, которые она и другие пользователи выкладывают в видеохостингах. При этом Валя сразу решила, что не будет в песне рассказывать о себе, «перекладывать на стихи личную жизнь» — ей хотелось придумать что-то «нейтральное». И такая идея пришла: она придумала «почти детективный сюжет» про похищение девушкой молодого человека. При этом поначалу стихи не сложились и сочинять рифмы пришлось вместе с соавтором.
Релиз песни состоялся 17 июня 2020 года. Одновременно с размещением на аудиоплатформах, выпускающий лейбл LEGACY MUSIC опубликовал песню на видеохостинге YouTube: видеоряд в ролике отсутствует, зрители видят только заставку с портретом Вали Карнавал и могут прослушать композицию. За три дня трек прослушали 100 тысяч человек, а по состоянию на октябрь 2024 года ролик собрал более 35 млн просмотров. Именно успех аудиотрека убедил продюсеров в необходимости съёмки «полноценного» клипа, который вышел спустя 2,5 месяца.

## Об исполненителе
Валентина Карнаухова родом из Ростова-на-Дону. До 15 лет жила в селе Новобатайске в очень скромных условиях — в школе сверстники даже высмеивали Валю за бедность. Именно тогда, с её слов, она «обозлилась на весь мир и решила быть выше и успешнее других». В 17 лет она открыла для себя ТикТок (тогда сервис назывался Musical.ly) и в первый же год набрала 350 000 подписчиков (по состоянию на октябрь 2024 года — 28,1 млн). Особую популярность обрела после подписания контракта с тиктокерским объединением (дом тиктокеров) Hype House, в сотрудничестве с которым записала и выпустила свою дебютную песню «Психушка». В настоящее время продолжает вести ТикТок и другие соцсети, активно гастролирует с сольной программой, снимается в сериалах. Выпустила книгу-автобиографию «Здарова, бандиты! Мечтай и ничего не бойся» (издательство «АСТ», 2020 год, серия «Саморазвитие для взрослых»).

## Сюжет
Героиня песни — девушка, которая сходит с ума от любви и мечется между любовью и ненавистью. Она теряет голову от чувств и её начинает раздражать идеальность избранника: «меня бесит, что ты милый, бесит вся твоя забота». Понимая, что она безумно влюблена, чтобы разобраться в себе и в своих чувствах, она решается на отчаянный поступок — похищение молодого человека, которого запирает у себя дома, где «недоступны телефоны, дальше от друзей, знакомых». Его разыскивают друзья, названивают по телефону, но девушка с невозмутимым спокойствием отвечает, что ничего не знает о его местонахождении: «Вы что думаете я его насильно держать буду?» Сбежать пленнику явно не удастся: «я связала твои руки»…
При этом героиня остаётся психически нормальной, осознавая, что её действия неадекватны. Пытаясь объяснить себе самой свой поступок, она задаётся вопросом: «почему же превратилось всё в психушку?»

## Клип
Клип на песню был представлен 6 сентября 2020 года на платформе YouTube. По сюжету, главная героиня буквально сходит с ума от любви, мечется между любовью и ненавистью. Режиссёр Александр Романов заставляет Валю похитить бойфренда, из-за которого та стала чувствовать себя сумасшедшей, и мстить ему — в частности, она состригает на его голове волосы и поливает его водой.
Продюсер ролика: Светлана Лаки. Оператор: Александр Пензев. Монтаж: Иван Тетиевский. Художник по свету: Алексей Коробков. Художник по костюмам: Анна Усик. Ассистент продюсера: Денис Левчук. Художник по гриму: Татьяна Выдра.
В первую неделю после премьеры клип посмотрели более 1 млн пользователей, по состоянию на октябрь 2024 года ролик набрал 47 млн просмотров.
Профинансировало создание видеоклипа творческое объединение тиктокеров Hype House Rus, с котором у Вали Карнавал на тот момент был заключён контракт.
В клипе также присутствует нативная реклама напитка «Вятский квас» со вкусом смородины.

## Критика
Сразу после релиза песни Валю Карнавал обвинили в плагиате, увидев схожесть «Психушки» с треком «I’m a mess» в исполнении американской певицы Биби Рексы (Bebe Rexha). Валентина уверена, что волну негатива подняли недоброжелатели:
«Песня не может быть плагиатом. Я сама придумала историю про психушку, рассказала её ребятам из лейбла, мы вместе сочинили рифму и вместе подбирали биты… Я не только не слышала песню Биби Рексы, я даже до обвинений хейтеров не знала о её существовании! Если бы я своровала что-то, сказала бы честно своим подписчикам: „Ребята, я тут немножко подворовала“, но этого не было, я ничего не воровала».
Доцент НГТУ, кандидат филологических наук Владимир Угрюмов разобрал текст песни «Психушка» и поделился своим мнением. Согласно его выводам, блогерша не понимает, о чём поёт. Он уверен, что человек никогда не станет петь о психиатрической клинике, если понимает значимость и серьёзность этого учреждения.
Владимир Угрюмов: «В этой песне сплошные „этикетки“, бутафория, а не чувства. Это не про любовь. И сделано ради денег».
Эксперт также добавил, что испытывает жалость к людям, которые не могут «реализовать себя в слове». Такая мысль ему приходит при прочтении текстов песен подобных «Психушке».

## Интересные факты
- В 2020 году в студии YouTube-шоу «Музыкалити», которую вёл артист эстрады, пародист и шоумен Максим Галкин, Валя Карнавал встретилась с певицей Ларисой Долиной, где народная артистка раскритиковала творчество юной певицы за неумение петь. После публикации этого шоу к критике присоединились и звёзды российского шоу-бизнеса. Исполнительские качества Вали Карнавал критиковали певец Лев Лещенко и продюсер Иосиф Пригожин[4]. Позднее в телепрограмме «Неформат» на «Первом канале» Лариса Долина перепела хит Вали Карнавал «Психушка», чем вызвала восторг у Вали Карнавал: «Это потрясающе! У меня столько эмоций!»[9]
- Во время одного из эфиров в ТикТок накануне презентации клипа на песню «Психушка» Валя Карнавал сообщила, что для съёмок клипа продюсеры договорились с настоящей психиатрической клиникой, где нескольким пациентам разрешили принять участие в съёмках. Правда, позднее, когда журналисты попытались выяснить, о какой клинике идёт речь и насколько правомерны такие действия, блогерша созналась, что это её заявление было всего лишь шуткой: «Я думала, что все поймут шутку, но для некоторых она, кстати, оказалась обидной. Очень извиняюсь, если я кого-то задела. Я так сказала, чтобы просто создать интригу»[10].
- Презентуя клип, Валя Карнавал призналась, что ей было легко играть психически больную девушку, поскольку сама она некоторое время назад изображала такую же, работая актрисой в квесте: «Это было ещё в Ростове-на-Дону. Я была той девочкой, которая пугала людей настолько, что многие из них сразу же выходили из игры. Хотя я даже не успевала ничего страшного ещё сделать. Некоторые люди вели себя не очень адекватно и забывали, что я реальный человек ― что мне тоже можно сделать больно и я такая же, как они. Все верили, что я реально какая-то психбольная и начинали даже руки распускать от страха»[10].